# Ballwin
Ballwin – miasto w Stanach Zjednoczonych, we wschodniej części stanu Missouri.
Liczba mieszkańców w 2000 roku wynosiła 31 283.